# Franz Sperr
Franz Sperr (12 de febrero de 1878 en Karlstadt-sur-le-Main - 23 de enero de 1945 en Berlín) fue un miembro de la resistencia alemana contra el Nazismo.

## Biografía
Franz Sperr era hijo de un ingeniero de los Ferrocarriles Reales de Baviera. Su familia se trasladó varias veces y vivió en diferentes lugares. Después de su "abitur" en 1897, primero hizo el servicio voluntario en el Ejército bávaro y después eligió a este como carrera. Entre 1906 y 1909, Sperr recibió formación en la Academia de Guerra de Baviera lo que lo habilitó para unirse al estado mayor.
Durante la Primera Guerra Mundial fue capitán y después mayor. En 1916, se trasladó a Berlín y fue responsable de la representación del ejército en el Bundesrat. Después de la guerra pasó al servicio civil y trabajó para la embajada bávara en Berlín. Partidario del federalismo, se opuso al Nazismo, renunció al servicio público el 20 de junio de 1934, montó su negoció y se unió a la resistencia.
Estuvo en contacto con Ruperto, Príncipe de la Corona de Baviera y apoyó al ejército. Reunió a un pequeño grupo de monárquicos bávaros tales como a los ministros Otto Geßler, Anton Fehr, Eduard Hamm, pero también a banqueros y empresarios. Ante la imposibilidad de  derribar a Hitler, se organizó con grupos de la resistencia de Suiza y Baviera después del desembarco Aliado con oficiales del ejército y policía del Tercer Reich. Gracias a Alfred Delp y Augustin Rösch, se puso en contacto durante el invierno de 1942 con el Círculo de Kreisau y notablemente conoció a Helmuth James von Moltke. En junio de 1944, en un encuentro con Claus von Stauffenberg que tuvo lugar, Sperr expresó su escepticismo por un golpe de Estado.

## Muerte
Tras el fracaso del complot del 20 de julio de 1944 fue arrestado por complicidad. El Volksgerichtshof lo condenó a muerte el 11 de enero de 1945. Fue colgado el día 23 de enero en la prisión de Plötzensee.